# Ligne Reims à Asfeld
 (février 2025).
La ligne du Chemin de fer de la Banlieue de Reims (CBR), reliant Reims à Asfeld, était un élément du réseau ferroviaire local de la région de la Marne.
Inaugurée le 24 novembre 1913, cette ligne de voie métrique servait principalement à transporter les passagers et les marchandises.
Le trajet de 30 km était réalisé (selon le livret Chaix de mai 1914) en 1h25’.

## Historique de la construction

### Genèse
La déclaration d’utilité publique, de la ligne de Reims à Beine, est publiée à la date du 1er avril 1910 en même temps que celle de Reims à Asfeld et de l’unification du régime d’exploitation de l’ensemble des lignes du réseau du Chemin de fer de la Banlieue de Reims.
Elle ouvre au trafic le 24 novembre 1913.

### Construction de Reims à Asfeld
Le cahier des charges, de la ligne de Reims à Beine et de Reims à Asfeld, a été validé par le sénat lors de la séance du 31 mars 1910.

### Fermeture de Reims à Asfeld
La ligne est fermée au trafic voyageur le 10 octobre 1932. 
Le trafic voyageur est rétabli pendant la seconde Guerre mondiale.
Puis elle ferme au trafic marchandises fin 1947.

## Parcours
Le parcours entre Reims et Asfeld, hors du parcours à l’intérieur de Reims traversait
- Bétheny,
- Fresnes,
- Bourgogne,
- Auménancourt-le-Petit,
- Auménancourt-le-grand,
- Saint-Etienne,
- Poilcourt-Houdilcourt,
- Vieux –lès-Asfeld,
- Pour atteindre Asfeld, terminus de la ligne.

## Les Bâtiments

### Gare de Bétheny

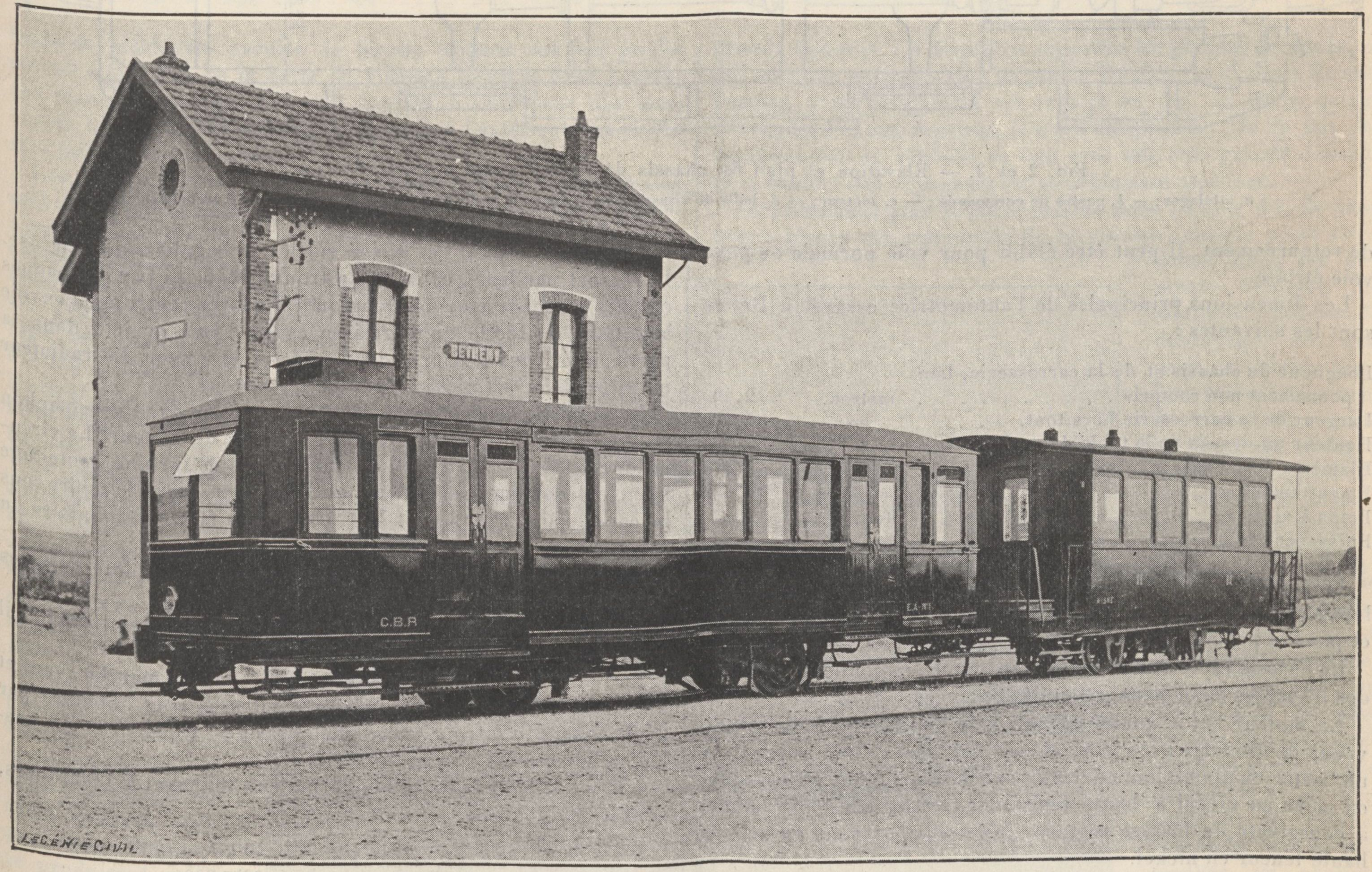
Automotrice Renault SCEMIA RS1 avec une remorque des CBR en gare CBR de Bétheny..

### Gare de Poilcourt-Houdilcourt,49° 25′ 23″ nord, 4° 06′ 08″ est
L'ancien bâtiment de la gare CBR de Poilcourt-Houdicaourt est la propriété d'un particulier qui a maintenu la plaque de la gare.

### Gare de Vieux –lès-Asfeld,49° 27′ 33″ nord, 4° 06′ 08″ est
L'ancien bâtiment de la gare CBR de Vieux –lès-Asfeld est la propriété d'un particulier qui a maintenu la plaque de la gare.

### Gare d’Asfeld-la-Ville,49° 28′ 06″ nord, 4° 06′ 42″ est
Asfeld-la-Ville était teminus de la ligne du CBR Reims - Asfeld ais également gare de jonction avec la ligne Soissons - Rethel.

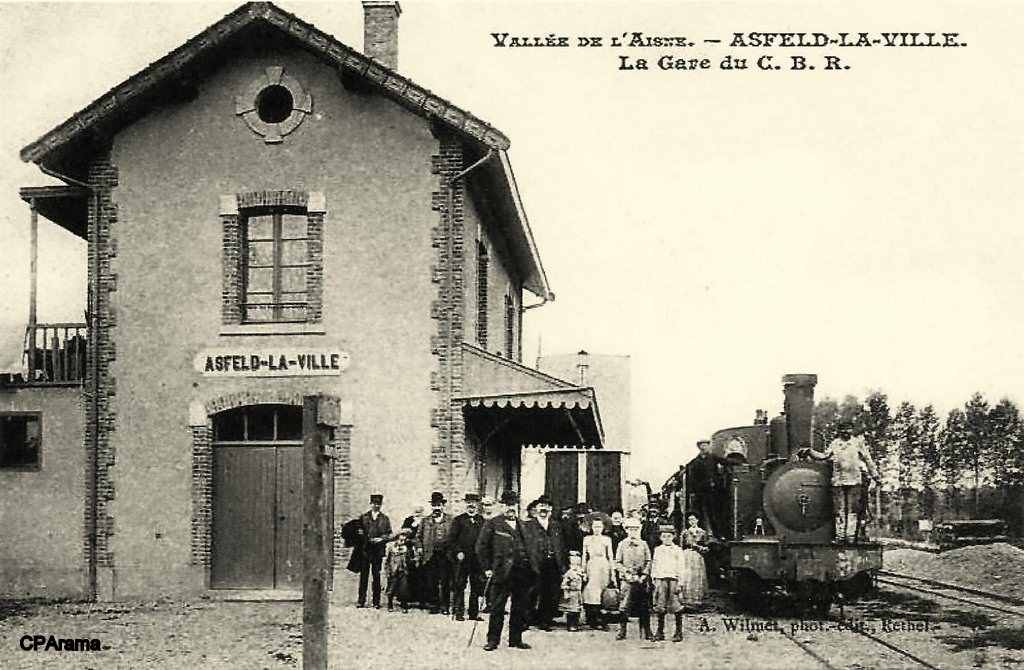
Gare d’Asfeld-la-Ville.

## Exploitation

### Service
Cette ligne faisait partie d’un réseau plus large de chemins de fer à voie métrique d'intérêt local, exploitée par la « Société anonyme Française des Chemins de Fer de la Banlieue de Reims et extension (C.B.R.) » jusqu'en 1927, avant que la gestion soit reprise par la « Société générale des transports départementaux (SGTD) ».